# RRR (film)
Pour les articles homonymes, voir RRR.
Pour plus de détails, voir Fiche technique et Distribution.
RRR, acronyme de Roudram Ranam Rudhiram (రౌద్రం రణం రుధిరం, litt. « Rage, Guerre et Sang »), est un film épique historique et musical indien réalisé par S. S. Rajamouli et sorti en 2022.
S. Rajamouli s'est intéressé aux parcours de Alluri Sitarama Raju et de Komaram Bheem, deux révolutionnaires indiens des années 1920 en imaginant ce qui se serait passé si les deux hommes s'étaient rencontrés et s'ils avaient été amis. L'intrigue du film explore la période d'errance de leurs vies, lorsque les deux révolutionnaires ont choisi de tomber dans l'oubli avant de commencer le combat pour leur pays.
Le film a notamment remporté le Golden Globe de la meilleure chanson originale et l'Oscar de la meilleure chanson originale pour Naatu Naatu.

## Synopsis
L'intrigue du film se situe en Inde dans les années 1920, durant la période du Raj britannique. Lorsque l'administrateur Scott Buxton et son épouse enlèvent Malli, une jeune fille du peuple Gond, son frère Komaram Bheem imagine un plan pour pouvoir la sauver. Sachant cela, les Britanniques décident de lancer un avis de recherche contre lui. Parallèlement, Alluri Sitarama Raju, un homme de la police impériale indienne est envoyé pour l'arrêter. Lorsque les deux hommes se rencontrent par hasard, tout va changer...

## Fiche technique
Sauf indication contraire, les informations mentionnées dans cette section peuvent être confirmées par la base de données cinématographiques IMDb,  présente dans la section « Liens externes ».
- Titre original : RRR (acronyme de Roudram Ranam Rudhiram, రౌద్రం రణం రుధిరం litt. « Rage, Guerre et Sang »[3], littéralement « se soulever, rugir, se révolter »[2])
- Réalisation : S. S. Rajamouli[2]
- Scénario : S. S. Rajamouli, Vijayendra Prasad, Sai Madhav Burra, Madhan Karky et Riya Mukherjee
- Musique : M. M. Keeravani (en) (crédité sous le nom de M M Kreem)
- Direction artistique : Nikolai Kirilov et Anil Jadhav
- Décors : Sabu Cyril (en)
- Costumes : Rama Rajamouli (en)
- Photographie : K. K. Senthil Kumar (en) (crédité sous le nom de Senthil Kumar)
- Montage : A. Sreekar Prasad (en)
- Production : D. V. V. Danayya (en) et M. M. Srivalli
- Société de production : DVV Entertainment
- Sociétés de distribution : Desi Entertainment Paris / Friday Entertainment (France) ; N&N Creations (Suisse) ; Pen Marudhar Entertainment (Inde) ; Phars Film (monde)
- Pays de production :  Inde
- Langues originales : télougou et anglais[4]
- Format : couleur — 2,35:1 - Dolby Atmos
- Genre : épique, drame, historique, action, musical
- Durée : 187 minutes
- Date de sortie :
  - Monde : 25 mars 2022

## Distribution
Sauf indication contraire, les informations mentionnées dans cette section peuvent être confirmées par la base de données cinématographiques IMDb,  présente dans la section « Liens externes ».
- N. T. Rama Rao Jr. : Komaram Bheem
- Ram Charan : Alluri Sitarama Raju
- Ajay Devgn : Venkata Rama Raju, le père de Raju
- Alia Bhatt : Sita
- Olivia Morris (en) : Jennifer, dit « Jenny »
- Shriya Saran : Sarojini, la mère de Raju
- Ray Stevenson : Scott Buxton
- Alison Doody : Catherine Buxton, l'épouse de Scott
- Samuthirakani (en) : Venkateswarulu , l'oncle de Raju
- Chandra Sekhar : Jangu
- Makrand Deshpande (en) : Peddayya
- Rajeev Kanakala (en) : Venkat Avadhani
- Rahul Ramakrishna (en) : Lacchu
- Edward Sonnenblick (en) : Edward
- Mark Bennington : Cunningham
- Eduard Buhac : Jake, le soupirant de Jenny
- Twinkle Sharma : Malli
- Ahmareen Anjum : Loki, la mère de Malli
- Varun Buddhadev : Raju enfant
- Spandan Chaturvedi (en) : Sita enfant
- S. S. Rajamouli : caméo dans la chanson de fin[réf. nécessaire]

## Accueil
Le film a été globalement très bien accueilli en Inde mais aussi à l'international, avec les éloges pour les prestations d'acteurs (particulièrement le duo Ram Charan et NTR), la réalisation, le scénario, la musique, le montage et les séquences d'action. Le film a engrangé plus de 175 millions de dollars, ce qui fait de lui l'un des films les plus rentables de 2022 mais aussi le troisième plus grand succès indien de tous les temps au box office, derrière un autre film du réalisateur, La Légende de Baahubali - 2e partie.[réf. nécessaire]

## Autour du film

### Chanson finaleSholay
La chanson de fin du film (Sholay en hindi ) présente 8 figures indépendantistes, révolutionnaires et/ou héroïques de l'histoire indienne, chacun représentant une région particulière de l'Inde.
Dans l'ordre de leur apparition, on aperçoit :
- Subhas Chandra Bose, représentant le Bengale, Odisha et l'Inde de l'Est
- Vallabhbhai Patel, représentant le Gujarat
- Kittur Chennamma, représentant le Karnataka et également seule femme de la liste
- V. O. Chidambaram Pillai, représentant le Tamil Nadu
- Bhagat Singh, représentant le Pendjab et l'Inde du Nord
- Tanguturi_Prakasam_Panthulu (en), représentant l'Andhra Pradesh et Telangana
- Pazhassi_Raja (en), représentant le Kerala
- Shivaji, représentant l'Inde de l'Ouest, du Sud et du Centre

## Distinctions
Sauf indication contraire, les informations mentionnées dans cette section peuvent être confirmées par la base de données cinématographiques IMDb,  présente dans la section « Liens externes ».

### Récompenses
- Saturn Awards 2022 : Meilleur film international
- Golden Globes 2023 : Meilleure chanson originale pour Naatu Naatu pour M. M. Keeravani (en) (compositeur) et Chandrabose (en) (parolier)
- Oscars 2023 : Meilleure chanson originale pour Naatu Naatu pour M. M. Keeravani et Chandrabose